# Zweidimensionales Modell
Ein zweidimensionales Modell bezeichnet in der Betriebswirtschaftslehre ein Instrument zur Analyse, Behandlung, Klassifizierung etc. einer Sachlage nach zwei Dimensionen in jeweils unterschiedlicher Ausprägung. Es handelt sich häufig um Vereinfachung komplexer Zusammenhänge auf ein handhabbares Maß.
Beispiele für zweidimensionales Modelle sind die Ansoff-Matrix, die BCG-Matrix und das Verhaltensgitter.

## Kritik
Die zweidimensionalen Modelle der Betriebswirtschaftslehre/Wirtschaftswissenschaften stellen keine Naturgesetze dar. Häufig handelt es sich um die Darstellung empirischer Erkenntnisse. Die Ergebnisse und Erkenntnisse sind eher tentativ und wegen der komplexen Natur der Probleme eher als Anhaltspunkte zu verstehen. Der Hauptsinn besteht zum einen darin, Erfahrungen stark konzentriert darstellen zu können und die komplexen Umstände so stark zu vereinfachen, dass eine sachkundige Diskussion der Materie stattfinden kann. Darüber hinaus beseitigt die Einfachheit des Modells die Notwendigkeit zeitaufwendiger Untersuchungen und beschleunigt somit die Entscheidungsfindung.
Gegen solche Modelle spricht die trügende Einfachheit, die aus der Simplifizierung entsteht und die Annahme von dargestellten Extremen ('Neu', 'Alt'), welche schnell dazu verleiten, Absolute zu betrachten, wo eigentlich gleitende Übergänge betrachtet werden sollen.
Die meisten dieser Modelle können ohne praktische Erfahrung kaum sachgerecht angewendet werden. Anwendung findet diese Erkenntnis beispielsweise in den Lehrmethoden an angelsächsischen Universitäten, wo Fallstudien nach solchen und anderen Modellen analysiert werden und die Analyse korrigiert wird.